# Hérnia femoral
Hérnia femoral é uma protrusão do conteúdo da cavidade abdominal ou pelve através de um ponto frágil do canal femoral devido a um defeito ou enfraquecimento da parede abdominal. Este tipo de hérnia é mais comum em mulheres do que em homens e carrega uma alta incidência de estrangulamento do conteúdo da hérnia.